# مين فان ولفتن بالتيه
كانت مين فان ولفتن بالتيه (من مواليد 1 أبريل من عام 1875، وتوفيت في 11 نوفمبر من عام 1960) نسوية وداعية سلام هولندية. عملت مين جاهدة لمنح المرأة حقها في الاقتراع وذلك من خلال عضويتها في جمعية منح المرأة الحق في التصويت، وفي الرابطة النسائية الدولية للسلم والحرية، وعملت أيضًا كداعية سلام.

## أولى سنوات حياتها
ولدت فريدريكا فيلهيلمينا بروسه فان خوناو في الأول من أبريل عام 1875 في مدينة يوغياكارتا في الهند الشرقية الهولندية، التي كانت جزءًا من مملكة هولندا، لجانيتا إميليا (وكانت كنيتها قبل الزواج ويسمان)، وولتر برويز فان خوناو. كانت بروسه أكبر أشقائها الستة، وكان والدها، وقت ولادتها، يخدم في جيش جزر الهند الشرقية الهولندية الملكي. ترك وولتر الخدمة العسكرية في عام 1878، وأصبح بعدها مديرًا لشركة تصنيعٍ للسكر، وتولى إدارة مصنع تاندجونغ تيرتو. أُرسلت بروسه مع شقيتها الصغرى، ميل، في عام 1883 للعيش والدراسة في مدينة لاهاي في هولندا. انتقل بقيةُ أفراد العائلة إلى لاهاي في عام 1890، وأسسوا فيها منزلًا. واصل والتر عمله في إدارة معمل السكر الواقع في جزيرة جاوة من هولندا. شجع والتر بناته على متابعة تعليمهن، كونه ليبراليًا ومؤمنًا بحق المرأة في الاقتراع.
في عام 1891، أُرسلت بروسه إلى أكاديمية ألينسوود الداخلية الخاصة بالبنات في ضاحية ويمبلدون في لندن. التحقت بعد عام من ذلك بمدرسة لاهاي لتعليم فنون الطبخ، وحضرت فيها عدة دروس، قبل أن تقرر الحصول على الشهادة الخاصة بقانون التعليم الأدنى في عام 1893. أظهرت بروسه رغبة في أن تصبح ممثلة، على الرغم من تمكنها من ممارسة مهنة التدريس في المدارس بعد حصولها على الشهادة. رفض والداها فكرة عملها بالتمثيل في بادئ الأمر، لكنهما وافقا على ذلك في نهاية المطاف. التحقت بروسه، في الفترة ما بين عام 1898 وتخرجها في عام 1900، بمدرسة أمستردام للمسرح.

## الحياة المهنية
اختارت بروسه اسم «ويلما» بعد تخرجها عام 1900، كاسم فنّي لها، وظهرت على المسرح لأول مرة في مسرحية ماري ستيوارت لفريدريك شيلر مع شركة روتيردام للمسرح. استمرت بروسه بتأدية عروض مسرحية مع فرقة المسرح هذه لمدة عامين اثنين، انتقلت بعدها إلى شركة المسرح الهولندي حيث قدمت فيها عروضًا فنية لمدة عامٍ واحد. تزوجت بروسه، في 12 مايو من عام 1903، من جان ريتشارد فان ولفتن بالتيه، الذي كان مديرًا لشركة نسيج صناعي متخصصة بصباغة الملابس وغسلها. تخلت بروسه عن عملها بالمسرح بعد أن استقرت مع زوجها في حي فان ستولكفيخ في مدينة لاهاي بهولندا، وركزت على تربية أبنائهما الثلاثة: وولتر (من مواليد عام 1905)، وريتشارد (من مواليد عام 1907)، ويواخيم أدولف (من مواليد عام 1908).